# James Davies (cyclisme)
Pour les articles homonymes, voir James Davies (homonymie) et Davies.
James Arthur Davies (8 janvier 1906 – 11 juillet 1999) est un coureur cycliste canadien. Il participe à l'épreuve de vitesse et à la poursuite par équipe et aux jeux olympiques d'été de 1928.